# Mailani
Mailani (o Mailani Junction) è una suddivisione dell'India, classificata come nagar panchayat, di 13.306 abitanti, situata nel distretto di Lakhimpur Kheri, nello stato federato dell'Uttar Pradesh. In base al numero di abitanti la città rientra nella classe IV (da 10.000 a 19.999 persone).

## Geografia fisica
La città è situata a 28° 16' 60 N e 80° 20' 60 E e ha un'altitudine di 159 m s.l.m..

## Società

### Evoluzione demografica
Al censimento del 2001 la popolazione di Mailani assommava a 13.306 persone, delle quali 7.165 maschi e 6.141 femmine. I bambini di età inferiore o uguale ai sei anni assommavano a 1.845, dei quali 960 maschi e 885 femmine. Infine, coloro che erano in grado di saper almeno leggere e scrivere erano 7.575, dei quali 4.602 maschi e 2.973 femmine.